# Baron Grey de Wilton
Baron Grey de Wilton war ein erblicher britischer Adelstitel, der je einmal in der Peerage of England und in der Peerage of Great Britain geschaffen wurde.

## Verleihungen

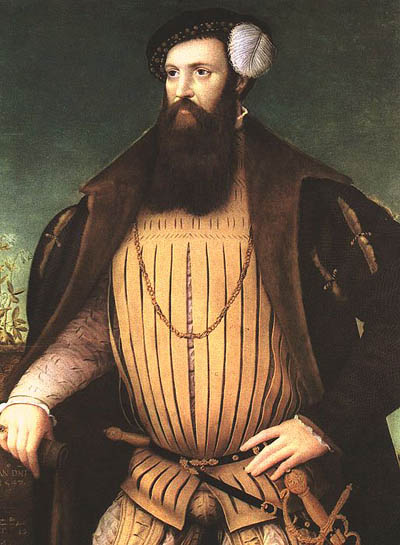
William Grey, 13. Baron Grey de Wilton

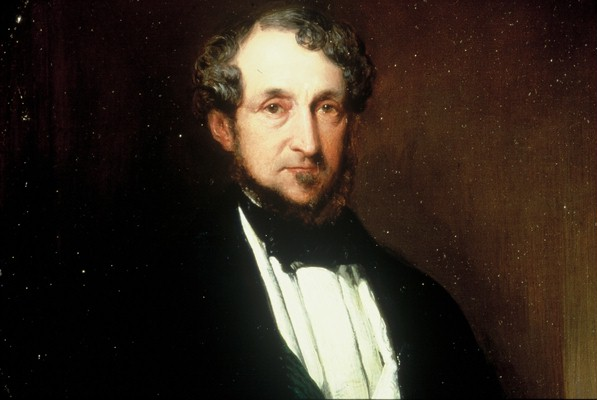
Thomas Egerton, 1. Baron Grey de Wilton

Der Titel wurde erstmals am 23. Juni 1295 in der Peerage of England für Reginald de Grey geschaffen, indem er durch Writ of Summons zum englischen Parlament einberufen wurde. Der Titel heißt streng genommen nur Baron Grey, der Ortszusatz nach dem ursprünglichen Stammsitz der Barone, Wilton Castle in Herefordshire, wird gewöhnlich nur zur Unterscheidung von den anderen Baronien Grey mitgenannt. Sein Nachfahren, der 15. Baron, hatte sich an einer Verschwörung gegen König Jakob I. („Bye Plot“) beteiligt und bekam deshalb 1603 wegen Hochverrats seine Titel und Würden aberkannt. Da er unverheiratet und kinderlos starb und der letzte männliche Nachkomme des ersten Barons war, erlosch der Titel mit seinem Tod 1614 auch endgültig. 
Am 15. Mai 1784 wurde in der Peerage of Great Britain der Titel Baron Grey de Wilton, of Wilton Castle in the County of Hereford, für Sir Thomas Egerton, 7. Baronet neu geschaffen. Er war ein Ur-ur-urenkel der Schwester letzten Barons erster Verleihung und hatte 1756 von seinem Vater den Titel Baronet, of Egerton and Oulton in the County of Chester, geerbt, der am 5. April 1617 dem Gatten ebendieser Schwester verliehen worden war. Am 26. Juni 1801 wurden ihm zudem in der Peerage of the United Kingdom die Titel Earl of Wilton und Viscount Grey de Wilton mit dem besonderen Zusatz verliehen, sodass dieser in Ermangelung männlicher Nachkommen auch an seinen Neffen Hon. Thomas Grosvenor und dessen männlicher Nachkommen vererbbar sei. Als er 1814 starb, ohne Söhne zu hinterlassen, erlosch der Baronstitel Grey de Wilton, das Earldom und die Visountcy fielen an seinen Neffen und die Baronetcy an einen Cousin vierten Grades.

## Liste der Barone Grey de Wilton

### Barone Grey de Wilton, erste Verleihung (1295)
- Reginald de Grey, 1. Baron Grey de Wilton († 1308)
- John Grey, 2. Baron Grey de Wilton (1268–1323)
- Henry Grey, 3. Baron Grey de Wilton (1282–1342)
- Reginald Grey, 4. Baron Grey de Wilton (1312–1370)
- Henry Grey, 5. Baron Grey de Wilton (1342–1396)
- Richard Grey, 6. Baron Grey de Wilton (1393–1442)
- Reginald Grey, 7. Baron Grey de Wilton (1421–1494)
- John Grey, 8. Baron Grey de Wilton († 1498)
- Edmund Grey, 9. Baron Grey de Wilton († 1511)
- George Grey, 10. Baron Grey de Wilton († 1515)
- Thomas Grey, 11. Baron Grey de Wilton (1497–1518)
- Richard Grey, 12. Baron Grey de Wilton (1507–1520)
- William Grey, 13. Baron Grey de Wilton († 1562)
- Arthur Grey, 14. Baron Grey de Wilton (1536–1593)
- Thomas Grey, 15. Baron Grey de Wilton (1575–1614) (Titel verwirkt 1603)

### Barone Grey de Wilton, zweite Verleihung (1784)
- Thomas Egerton, 1. Earl of Wilton, 1. Baron Grey de Wilton (1749–1814)